# Иванов, Владимир Сергеевич (фехтовальщик)
Владимир Сергеевич Иванов (2 апреля 1938 года, Донецк, Украинская ССР, СССР) — советский фехтовальщик, чемпион СССР, мастер спорта СССР (1958). Заслуженный работник культуры Северной Осетии, Заслуженный тренер России, Заслуженный работник физической культуры Российской Федерации.

## Карьера
Окончил Северо-Осетинский сельскохозяйственный институт, имеет высшее физкультурное образование. В 1958 году выполнил норматив мастера спорта СССР.
В 1990—2010 годах был старшим тренером женской сборной команды страны по фехтованию на рапирах. Команда под его руководством побеждала на чемпионатах Европы 1998, 2000 и 2006 годов, чемпионатах мира 2002 и 2006 годов, летней Олимпиаде 2008 года в Пекине. С 2009 года работает тренером в спортивной школе олимпийского резерва «Юность Москвы».
Награждён орденом «Знак Почёта» и орденом Дружбы.

## Известные воспитанницы
- Цагараева, Лариса Викторовна (1958) — чемпионка и призёр чемпионатов СССР, чемпионка мира, обладательница Кубка мира, серебряный призёр летней Олимпиады 1980 года в Москве (в команде);
- Шанаева, Аида Владимировна (1986) — многократная чемпионка и призёр чемпионатов Европы и мира, чемпионка летней Олимпиады 2008 года в Пекине, серебряный призёр летней Олимпиады 2012 года в Лондоне, Заслуженный мастер спорта России;
- Цагаева, Анджела — чемпионка Европы 1998 года (в команде);
- Нусуева, Белла Гемановна (1971) — призёр чемпионата Европы в личном зачёте, чемпионка Европы (в команде), чемпионка мира среди военнослужащих, мастер спорта России;
- Бойко, Светлана Анатольевна (1972) — многократная чемпионка и призёр чемпионатов Европы и мира, чемпионка летней Олимпиады 2008 года в Пекине, Заслуженный мастер спорта России;
- Дзахова, Заира — победительница Универсиады.